# Esquirol llistat de Durango
L'esquirol llistat de Durango (Neotamias durangae) és una espècie de rosegador de la família dels esciúrids. És endèmic de Mèxic (Chihuahua, Coahuila i Durango, Jalisco i Zacatecas), on viu a altituds d'entre 1.950 i 2.550 msnm. S'alimenta de núcules i altres tipus de matèria vegetal. El seu hàbitat natural són les pinedes i rouredes de muntanya. És una espècie en risc mínim, és a dir, no sembla que hi hagi cap amenaça significativa per a la seva supervivència.